# Біркенфельд (Енц)
Біркенфельд (нім. Birkenfeld) — громада в Німеччині, знаходиться в землі Баден-Вюртемберг. Підпорядковується адміністративному округу Карлсруе. Входить до складу району Енц.
Площа — 19,04 км2. Населення становить 10 170 ос. (станом на 31 грудня 2020).